# Mesua nivenii
Mesua nivenii là một loài thực vật có hoa thuộc họ Clusiaceae.
Loài này chỉ có ở Malaysia.